# 安帕奥
安帕奥，是一位拉科塔神话（美洲原住民神話，桑蒂苏族的一支）的一体二面曙光女神。
乔治·布肖特（George Bushotter，扬克顿达科他-拉科塔族人，苏族的一支，1860年–1892年）曾写道，有一次他弟弟病了，有人告诉他要向曙光神安帕奥祈告以求康复（p. 468），在口述史中，安帕奥·兹是"黄色的曙光"，长有草地鹨(meadowlark)的胸脯（p. 434）。

## 脚注
1. ↑  鲍威尔 1984.
2. ↑  斯旺和克鲁帕特 1987.